# نظرية العقاب
نظرية العقاب هي النظرة التحليلية الكلية لمفهوم العقاب، وطرق تنفيذ الأحكام، وفقاً لما يوجبه حكم قضائي بعقوبة من العقوبات السالبة للحرية أو التدابير الاحترازية أو العقوبات المالية. لذلك تجد هذه النظرة الشاملة التي تنصرف إلى بعدين خطيرين الأول: جدوى العقاب الثاني: ماهية الإصلاح المتوقع نتيجة العقاب في شخصية المحكوم عليه.